# (39335) Caccin
(39335) Caccin est un astéroïde de la ceinture principale.

## Description
(39335) Caccin est un astéroïde de la ceinture principale. Il fut découvert le 10 janvier 2002 à Campo Imperatore par le projet CINEOS. Il présente une orbite caractérisée par un demi-grand axe de 2,79 UA, une excentricité de 0,17 et une inclinaison de 0,8° par rapport à l'écliptique.

## Compléments